# 弥彦村

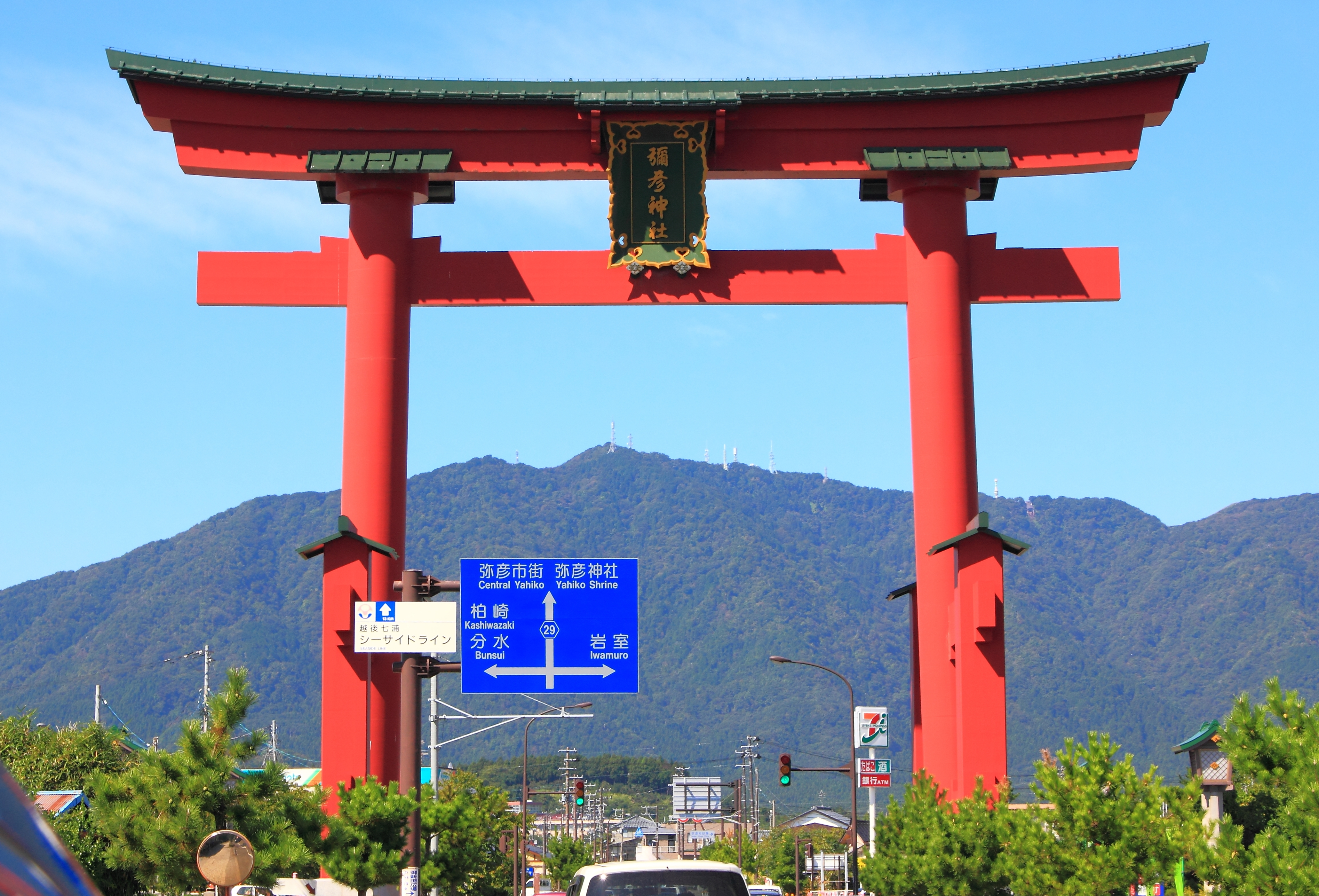
大鳥居と弥彦山

弥彦村（やひこむら）は、新潟県の村。西蒲原郡に属する。燕市への通勤率は34.1%・新潟市への通勤率は14.6%（いずれも平成22年国勢調査）。
越後国一の宮、彌彦神社の鳥居前町。弥彦山や弥彦温泉、弥彦公園とあわせて観光客が多く訪れる。弥彦競輪場では、日本で唯一の村営開催による公営競技が行われている。

## 地理
- 山
  - 弥彦山
  - 雨乞山

### 隣接する自治体・行政区
- 新潟市（西蒲区）
- 燕市
- 長岡市

## 歴史
- 1889年（明治22年）4月1日 - 町村制施行にともなう合併により、弥彦村、桜井郷村、矢作村が発足。

| 弥彦村   | 上泉村、弥彦村、走出村、井田村、山岸村                                           |
| 桜井郷村 | 観音寺村、村山村、麓村、境江村、麓村新田                                         |
| 矢作村   | 大戸村、川崎村、浜首村、矢作村、田中新田、萩野村、魵穴村、平野村、山崎村、中山村 |

- 1901年（明治34年）11月1日 - 弥彦村、桜井郷村、矢作村が合併し、弥彦村となる。
- 1951年（昭和26年）4月1日 - 大字矢作の一部、浜首の一部を吉田町へ分離。

## 人口
| |                                        |  |
| 弥彦村と全国の年齢別人口分布（2005年） | 弥彦村の年齢・男女別人口分布（2005年） |  |
| ■紫色 ― 弥彦村 ■緑色 ― 日本全国 | ■青色 ― 男性 ■赤色 ― 女性              |  |
| 弥彦村（に相当する地域）の人口の推移 \| 1970年（昭和45年） \| 7,398人 \| \| \| 1975年（昭和50年） \| 7,515人 \| \| \| 1980年（昭和55年） \| 7,910人 \| \| \| 1985年（昭和60年） \| 8,172人 \| \| \| 1990年（平成2年） \| 8,171人 \| \| \| 1995年（平成7年） \| 8,483人 \| \| \| 2000年（平成12年） \| 8,535人 \| \| \| 2005年（平成17年） \| 8,545人 \| \| \| 2010年（平成22年） \| 8,582人 \| \| \| 2015年（平成27年） \| 8,209人 \| \| \| 2020年（令和2年） \| 7,705人 \| \| |                                        |  |
| 総務省統計局 国勢調査より |                                        |  |
| 1970年（昭和45年） | 7,398人                                |  |
| 1975年（昭和50年） | 7,515人                                |  |
| 1980年（昭和55年） | 7,910人                                |  |
| 1985年（昭和60年） | 8,172人                                |  |
| 1990年（平成2年） | 8,171人                                |  |
| 1995年（平成7年） | 8,483人                                |  |
| 2000年（平成12年） | 8,535人                                |  |
| 2005年（平成17年） | 8,545人                                |  |
| 2010年（平成22年） | 8,582人                                |  |
| 2015年（平成27年） | 8,209人                                |  |
| 2020年（令和2年） | 7,705人                                |  |

2010年の国勢調査では県内市町村のなかで当村と聖籠町のみが人口増となり、2006年度に村が開発し2年以内に完売した「きらめきニュータウン」の効果と考えられている。また、同時点での平均年齢は、聖籠町と新潟市に次いで県内で3番目に若い。

## 行政
- 村長：本間芳之
- 村議会：定数10人（任期は2023年まで）

### 市町村合併
弥彦村は当初、西蒲原郡分水町、三島郡寺泊町との合併による新市設置を目指していたものの、弥彦村が合併の条件を不服として合併協議会から離脱した。その後、両町による合併協議も結果的には破綻するに至り、分水町は燕市および西蒲原郡吉田町と合体して燕市(新設合併)となり、寺泊町は長岡市の合併協議に合流して同市に編入合併した。これによって弥彦村は、単独での町づくりを目指すこととなった。昭和の大合併期にも、吉田町との合併を勧める県からの二度にわたる勧告を拒否し単独で存続している。

## 対外関係 (海外の姉妹都市)
- エルデネ村 (トゥブ県)

2016 (平成28年) 年 8月 姉妹都市提携 - 2015年8月、彌彦神社の行事『相撲場開き』の際、モンゴル人の力士が村を訪れ、「祖国モンゴルとの懸け橋になりたい」という思いを伝えられたことが交流を開始するきっかけとなった。
以降、モンゴルの文化を発信する活動が幾度にも渡り繰り広げられており、2016年1月には2020年東京オリンピック・パラリンピックの『ホストタウン』に登録された。

## 経済
弥彦山、弥彦温泉、彌彦神社などがあり、観光業が盛んである。また、弥彦競輪場も重要な集客施設となっている。村は2019年時点では県内で唯一ワイン特区に指定されており、隣接する西蒲区とともにワインづくりが盛んな地域である。このほか、特産品として枝豆「弥彦むすめ」、ジャンボ椎茸「やひこ太郎」などが挙げられる。
燕市との境界付近は工業地帯となっており、2009年頃までは富士テクニカの工場もあった。
村内に拠点を置く主な企業
- 東陽理化学研究所　本社・弥彦工場
- 藤井商店　本社

## 教育
- 弥彦村立弥彦小学校
- 弥彦村立弥彦中学校

閉校となった麓小学校の木造校舎が残されており、民俗資料展示室「弥彦村ふるさと学校」として開放されている。
図書館は長らく公民館図書室という形であったが、2023年6月に「らいわ弥彦」として役場敷地内に移転オープンした

## ライフライン
- 東北電力ネットワーク（電気）
- 蒲原ガス（都市ガス）
- 燕・弥彦総合事務組合 水道局（上水道）

村営水道が1958年（昭和33年）に創設されて運用されてきたが、施設の老朽化など同じ問題を抱える燕市と2018年（平成30年）2月に水道事業の統合協定を締結。2019年（平成31年）4月から事務組合に移行した。
- 新潟県流域下水道（下水道）

1981年度（昭和56年度）に弥彦終末処理場を供用開始し、1983年から地方公営企業として運営されていたが、施設の老朽化などに伴い2013年（平成25年）4月に終末処理場を廃止して新潟県の西川流域下水道に接続した。

## 交通

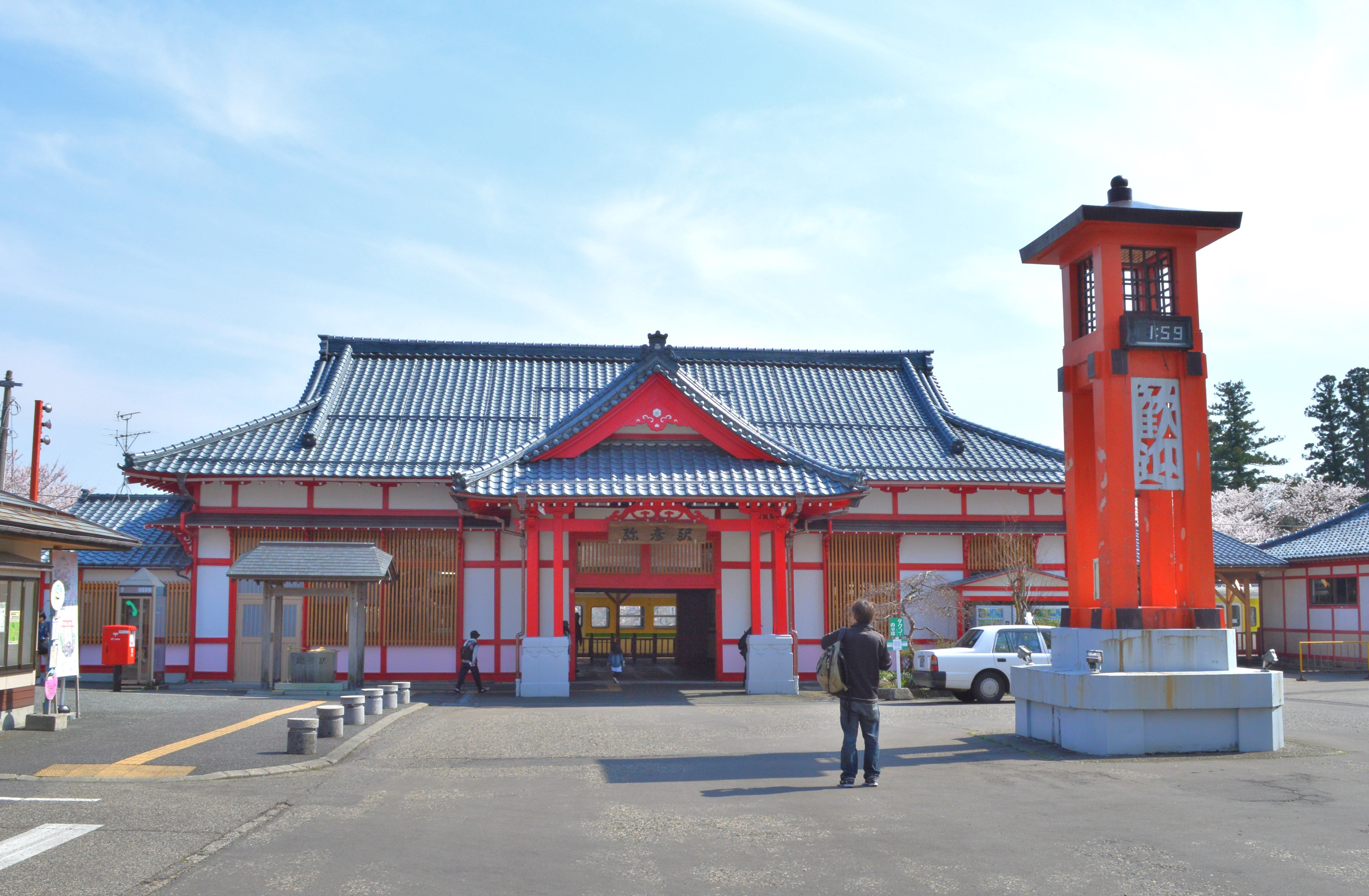
弥彦駅

### 鉄道
- 東日本旅客鉄道（JR東日本）
  - 弥彦線：弥彦駅 - 矢作駅
- 弥彦山ロープウェイ
  - 弥彦山麓駅- 山頂駅

### バス
村内ではかつて、新潟交通グループの新潟交通観光バスによる路線バスが運行されていたが、2003年（平成15年）6月をもって全線廃止となり、以後は村が運営する無料巡回バスのサービスにより路線が維持されてきた。
村では2015年（平成27年）度から燕市との共同事業による公共交通サービスを開始し、4月1日からは巡回バスに代わり、村内と燕市吉田地区を連絡する広域循環バス「やひこ号」の運行を開始したほか、7月1日からは燕市の乗合制デマンド交通「おでかけきららん号」のサービスエリアを村内全域に拡大するなど、公共交通網の維持を図っている。
また、隣接する新潟市西蒲区内で岩室温泉やカーブドッチ・ワイナリー、上堰潟公園といった主要観光地と越後線巻駅を結んでいた「にしかん観光周遊ぐる〜んバス」が、2020年9月からは弥彦駅・彌彦神社経由に延伸され、土曜・日曜を中心に運行されている。
- 弥彦・燕広域循環バス「やひこ号」
- 予約制乗合ワゴン車「おでかけきららん号」
- にしかん観光周遊ぐる～んバス

また村内ではかつて、新潟交通グループが運行する新潟駅前発着の県内高速バスが運行されていた。ピーク時には巻潟東IC経由と三条燕IC経由の2路線が設けられ、JR越後線とともに新潟市中心部から直通する公共交通の一つであったが、前者の巻線は1990年代前半に巻駅前 - 弥彦神社前間が、燕線も2011年（平成23年）9月30日限りで燕駅前 - 弥彦神社前間がそれぞれ廃止され、いずれも現存しない。

### 道路
- 新潟県道2号新潟寺泊線
- 新潟県道29号吉田弥彦線
- 新潟県道160号弥彦停車場線
- 新潟県道223号石瀬吉田線
- 新潟県道297号矢作長崎線
- 新潟県道374号五千石巻新潟線
- 新潟県道440号麓野積線
- 新潟県道561号弥彦岩室線（弥彦スカイライン）

## 名所・旧跡・観光

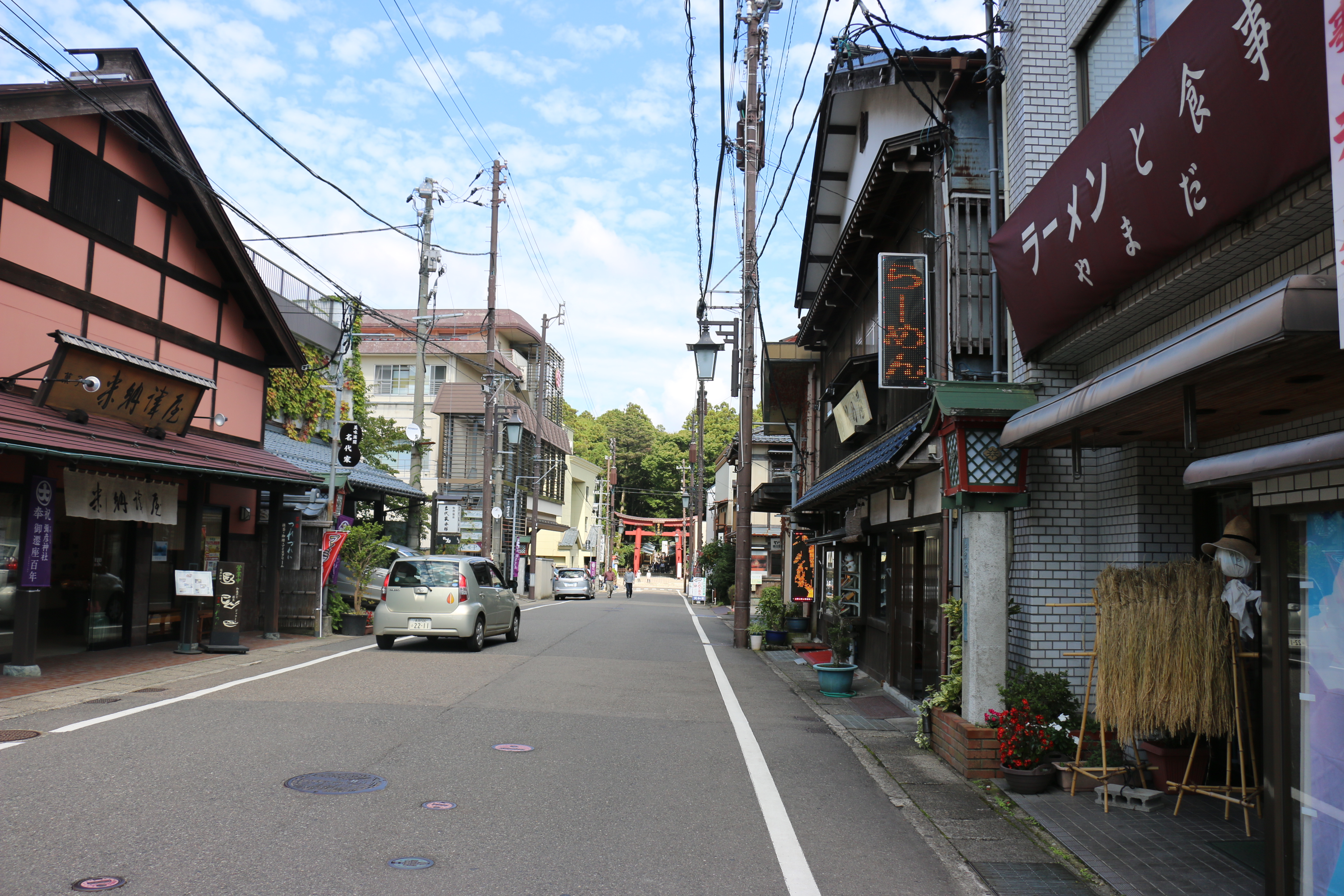
彌彦神社の門前に並ぶ店

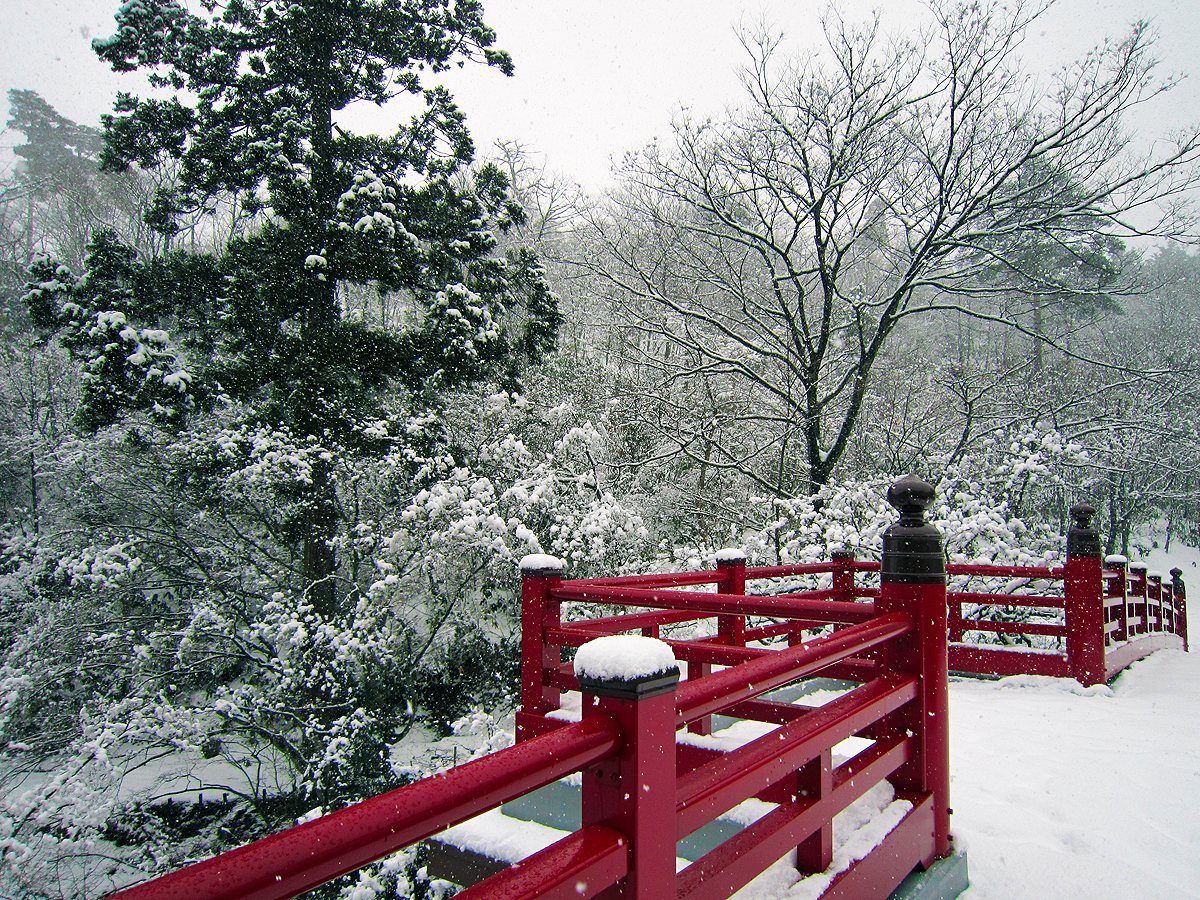
弥彦公園

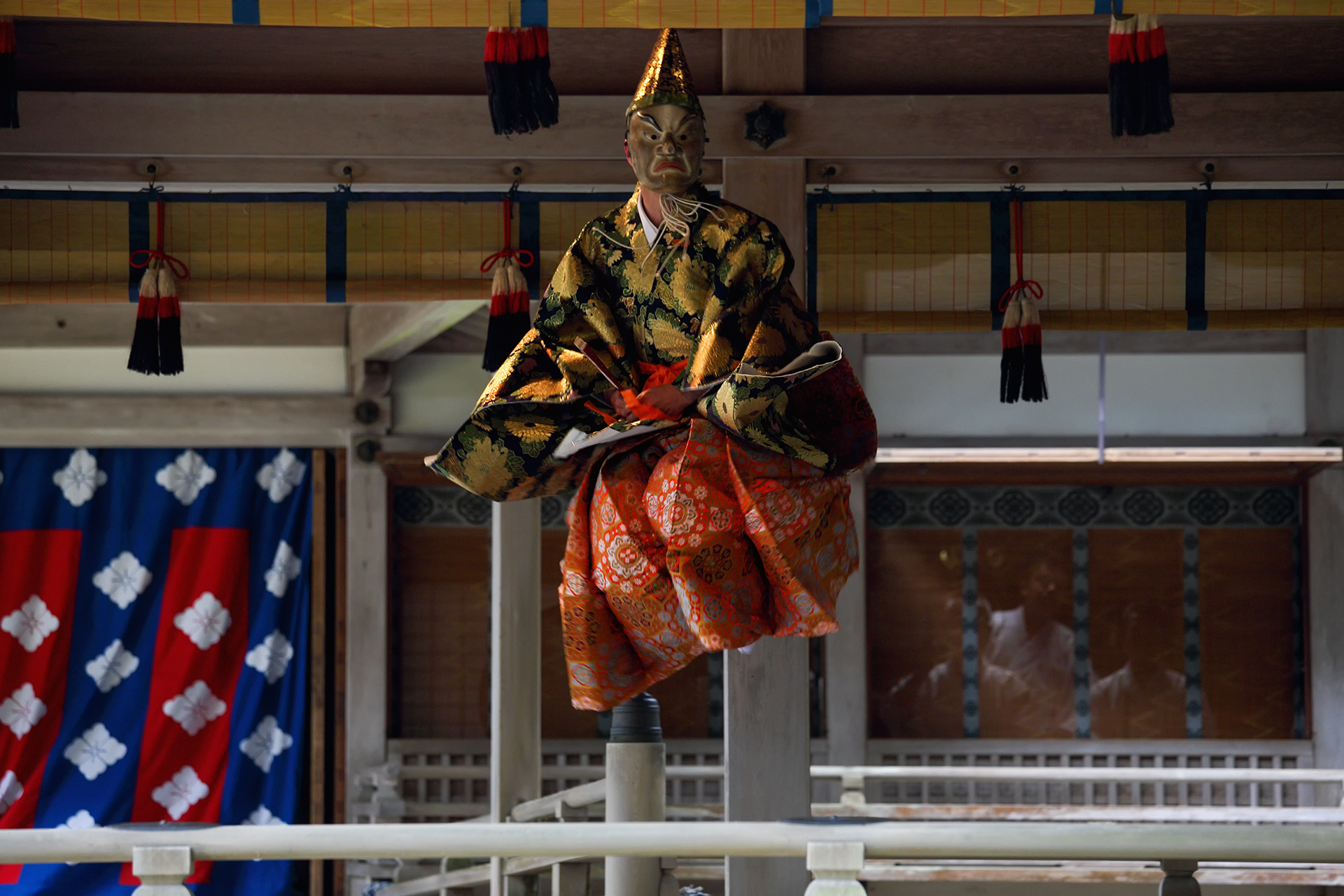
彌彦神社の舞楽「大々神楽」

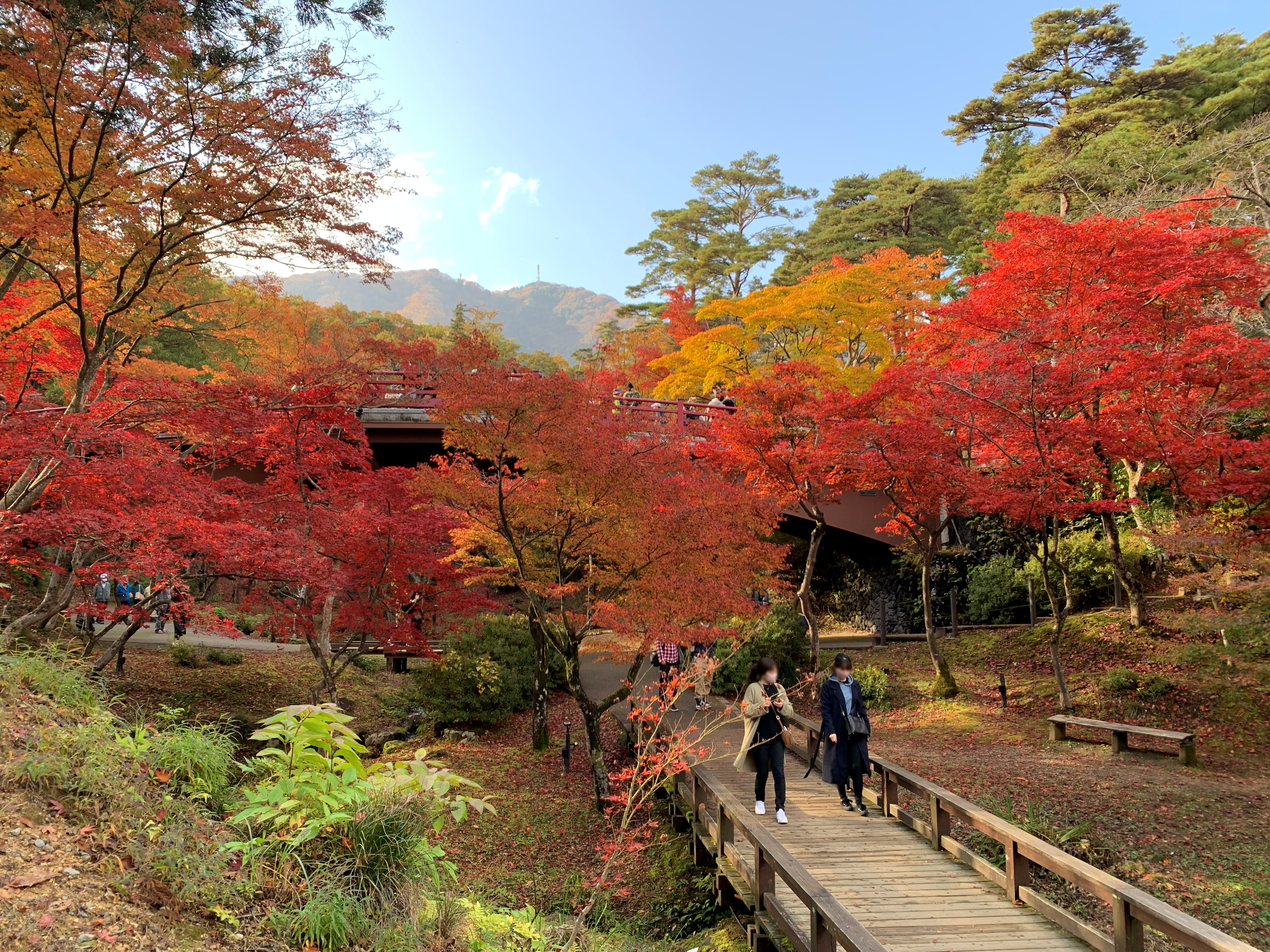
弥彦公園もみじ谷

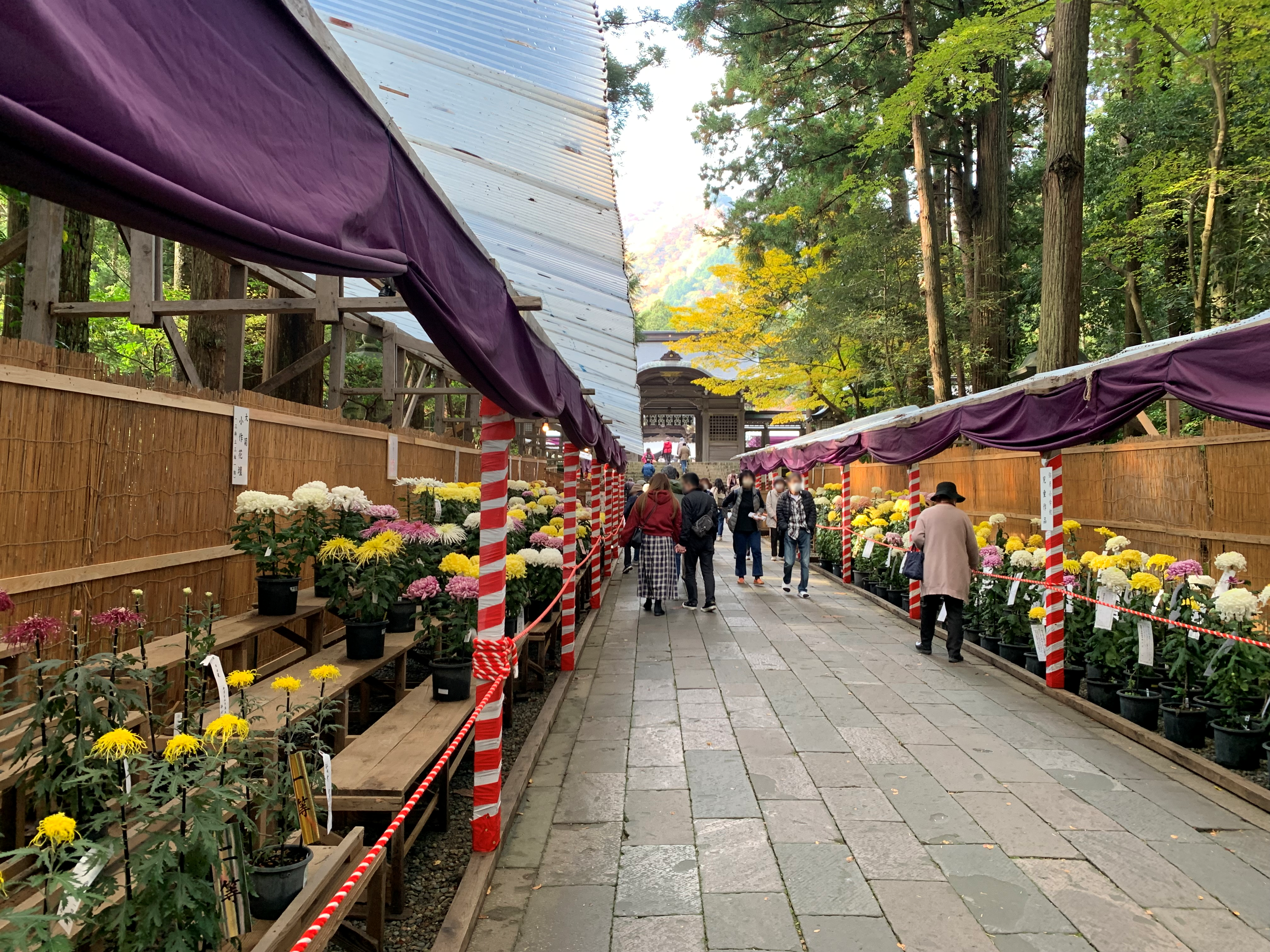
弥彦菊まつり

弥彦駅から彌彦神社にかけて多くの店が並ぶほか、観光案内所や足湯、観光施設「おもてなし広場」など観光整備が行われている。
- 弥彦山
  - 弥彦山ロープウェイ
  - パノラマタワー
- 彌彦神社
  - 彌彦神社燈篭おしと舞楽 （重要無形民俗文化財）
- 弥彦公園
- おもてなし広場
- 弥彦温泉
- 弥彦競輪場
- 弥彦の丘美術館
- やひこyyパーク（グランピング施設）
- 湯神社
- 黒滝城跡

また、長岡市寺泊や国上山など隣接市町村にも観光エリアが広がっており、これらの弥彦村内外の観光地と上越新幹線・燕三条駅を結ぶ観光タクシーも運行されている。

### 祭り
- 弥彦湯かけまつり（4月18日）
- 弥彦灯篭まつり（7月24日～26日）
- 弥彦菊まつり（11月1日～24日）

### 名産
- 玉兎 (土産菓子)
- 日本酒「こしのはくせつ」（弥彦酒造）
- カレー豆[20][21]。
- パンダ焼き[21]（全国商工会連合会主催・ニッポン全国物産展「ニッポン全国ご当地おやつランキング」2010年グランプリ[22]）
- イカメンチ[21]

## 主な出身者
- 片山北海 - 漢詩人
- 源翁心昭 - 曹洞宗僧侶、殺生石退治伝説
- 藤原亜衣里 - 女子競輪選手
- 藤原憲征 - 競輪選手
- 本間紗理奈 - ラジオパーソナリティ
- 諸橋姫向 - 元NGT48。公式ニックネームが出身地にちなんだ「やひこ」である[23]。
- 山本かおる -元新潟テレビ21アナウンサー、フリーアナウンサー